# Славатыче
Славатыче (пол. Sławatycze, встречается название Словатичи Надбужанские) — бывший город, ныне село в Польше, административный центр одноименной гмины в составе Бяльского повята, Люблинского воеводства.
Расположено в Западном Полесье в северо-восточной части Люблинского воеводства на р. Западный Буг на границе с Брестской областью Беларуси в 57 км юго-восточнее г. Бяла-Подляска, 35 км от г. Тересполь и 105 км от г. Люблина. Восточная граница гмины является государственной границей Польши.
В Славатыче находится один из пунктов пропуска Республики Польша, имеет международный статус. Предназначен для проезда граждан любой страны и лиц без гражданства. Через него могут следовать легковые автомобили, а также транспортные средства грузоподъемностью 3,5 т, пассажирские микроавтобусы вместимостью до 9 человек. Пропускная способность пункта «Славатыче» составляет до 2500 транспортных средств смешанного типа в сутки в обоих направлениях. Со стороны Беларуси сопредельным является пункт пропуска «Домачёво». Обслуживаемые направления: Белосток, Варшава, Берлин: Брест-Варшава, Витебск-Варшава, Гомель-Варшава, Минск-Варшава, Москва-Варшава. Дополнительные направления: Краков, Вроцлав, Прага, Вена, Братислава: Брест-Прага, Витебск-Прага, Гомель-Прага, Минск-Прага, Москва-Прага.
Население 2647 человек (на 1.06.2010 года).

## История

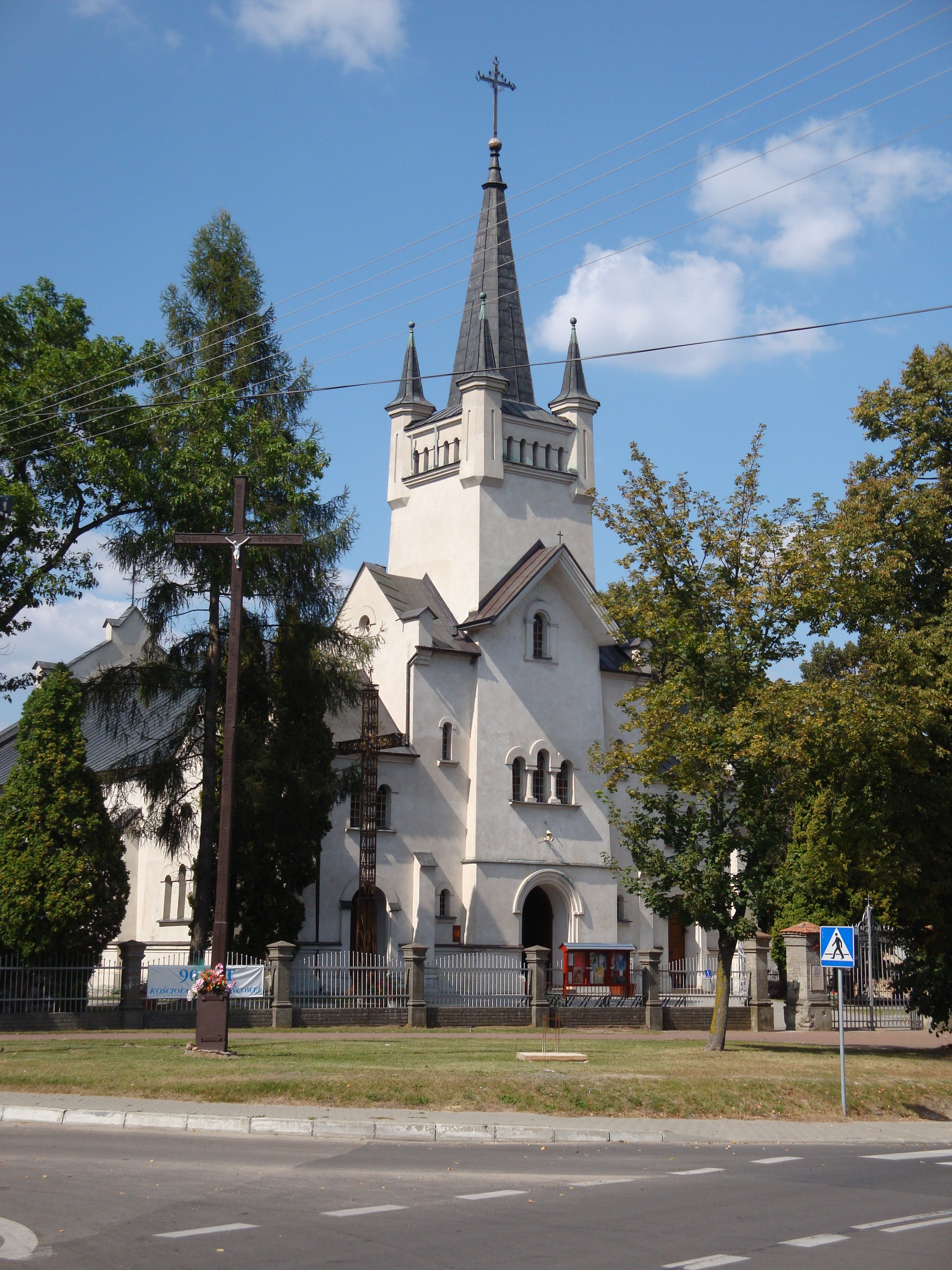
Костел в Славатыче

С 981 года окрестности села находились под властью Великого князя Киевского Владимира Святого. С этого времени до XIV века, с перерывами, были частью Киевской Руси. В 1018 году были присоединены к Польше Болеславом Храбрым и входили в состав Червенских городов.
В 1038 возвращены Руси Ярославом Мудрым. С середины XIII века область, в которой находится Славатиче стали очагом польско-русских, польско-литовских и литовско-русских конфликтов . В 1282 князем Лешеком Чёрным вновь присоединены к Польше. Во второй половине XIII века и первой половине XIV века — в составе Галицко-Волынского княжества.
Затем присоединены к Великому княжеству Литовскому и Речи Посполитой. В 1577 году получили Магдебургское право.
После третьего раздела Речи Посполитой с 1795 принадлежали Габсбургской монархии.
В 1815 вошли в состав Царства Польского Российской империи.
После окончания первой мировой войны Славатыче стали городом независимой Польши.